# Christoph Letkowski

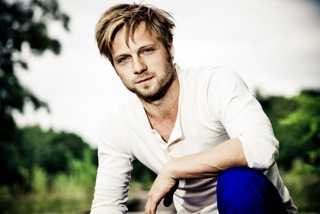
Christoph Letkowski (2012)

Christoph Letkowski (* 16. Juni 1982 in Halle (Saale)) ist ein deutscher Schauspieler und Musiker.

## Leben

### Ausbildung und Theater
Letkowski wuchs in Groß Börnecke auf. Nach dem Abitur am Gymnasium Egeln leistete er seinen Wehrdienst ab. Anschließend absolvierte er von 2002 bis 2006 eine Schauspielausbildung an der Hochschule für Musik und Theater „Felix Mendelssohn Bartholdy“ in Leipzig.
2004 spielte er in einer Theaterproduktion seiner Hochschule die Rolle des John Fryer in einer Bühnenfassung über die Ereignisse der Meuterei auf der Bounty. Das Hauptstudium absolvierte er von 2004 bis 2006 am dem Theater Chemnitz angegliederten Schauspielstudio der Leipziger Hochschule, wo er bei weiteren Theateraufführungen mitwirkte. Er trat unter anderem 2004 in einer Bühnenfassung des Kinofilms Sonnenallee auf, er spielte 2005 den Sacco in Schillers Die Verschwörung des Fiesco zu Genua und den Bergetto in Schade, dass sie eine Hure ist von John Ford. Mit dieser Produktion gastierte das Chemnitzer Studio 2005 auch beim Theatertreffen Deutschsprachiger Schauspielstudierender in Frankfurt am Main.
Von 2006 bis 2008 hatte Letkowski ein Festengagement als Theaterschauspieler am GRIPS Theater in Berlin. Dort trat er unter anderem in dem Musical Linie 1 auf. Außerdem spielte er dort den Sven in dem Stück Eins auf die Fresse von Rainer Hachfeld, den John in Schöne neue Welt, einem Musical von Volker Ludwig und Achim Gieseler nach dem gleichnamigen Roman von Aldous Huxley, und den Rico in dem Theaterstück Cengiz & Locke nach dem Roman von Zoran Drvenkar. Letkowskis Darstellung des John in Schöne neue Welt, die er mit Intensität und Körperlichkeit ausstattete, wurde von der Kritik mehrfach positiv erwähnt.
Von 2008 bis 2017 war Letkowski Ensemblemitglied an der Volksbühne Berlin. Dort spielte er unter anderem in den Produktionen Der Mann mit dem goldenen Gebiss von Nelson Rodrigues, Die Maßnahme von Bertolt Brecht und Mauser von Heiner Müller. Außerdem wirkte er in Frank Castorfs Inszenierung von Fuck Off, Amerika nach Motiven von Eduard Limonow mit. 2009 war er in Vögel ohne Grenzen zu sehen, einer Produktion nach der Komödie Die Vögel von Aristophanes in der Regie von Jérôme Savary. Im März/April 2010 übernahm Letkowski, in der letzten Regiearbeit von Werner Schroeter, an der Volksbühne die Rolle des Emigrantensohnes Fak in dem Theaterstück Quai West von Bernard-Marie Koltès. Ab Juni 2011 spielte Letkowski, in einer Inszenierung von Herbert Fritsch, die Rolle des Rechtsanwaltes Dr. Fritz Gerlach in dem Schwank Die (s)panische Fliege von Franz Arnold und Ernst Bach. Letkowski trat bis zum Sommer 2017 in dieser Rolle regelmäßig an der Berliner Volksbühne auf.

### Film und Fernsehen

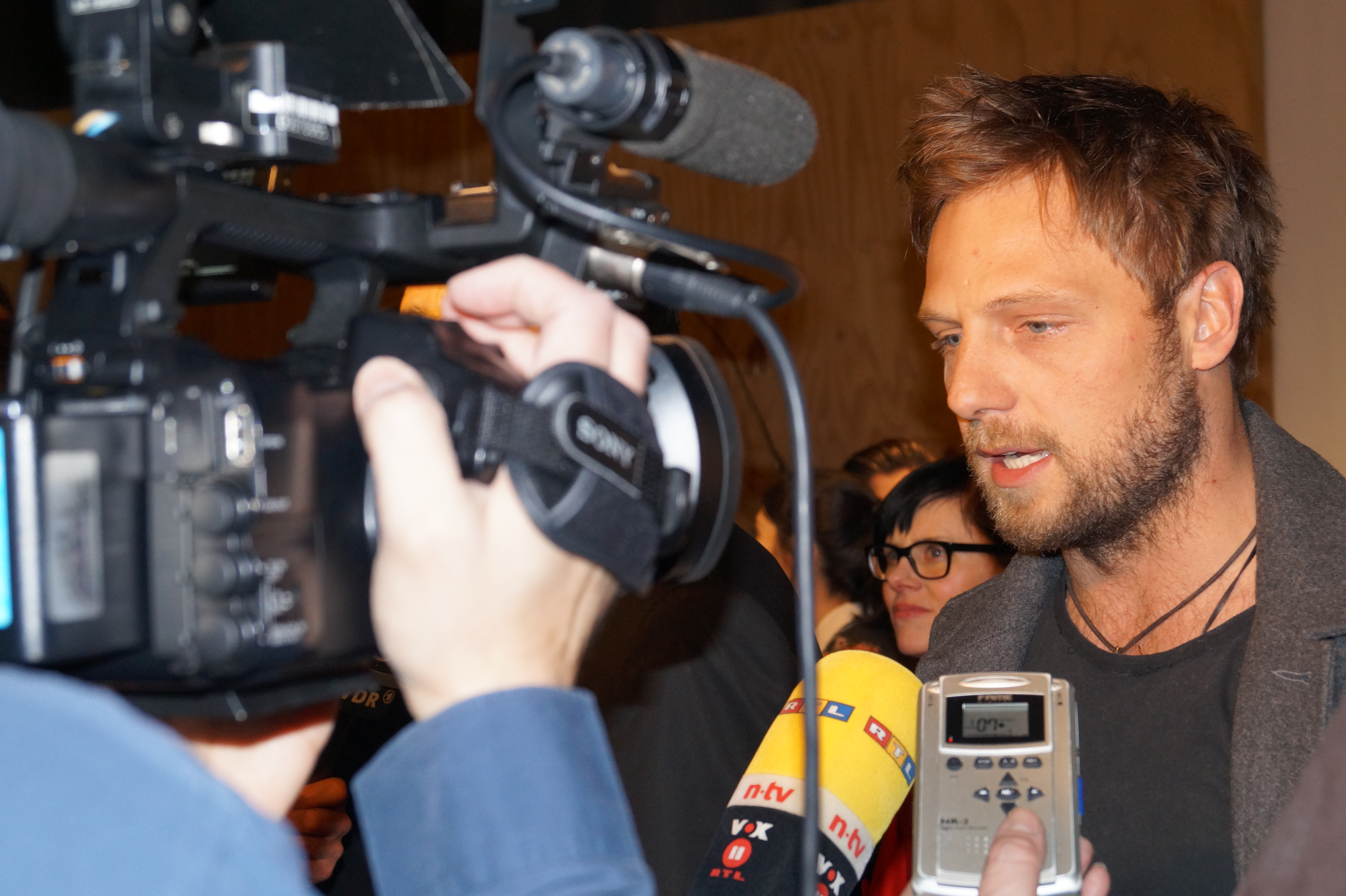
Christoph Letkowski (2014)

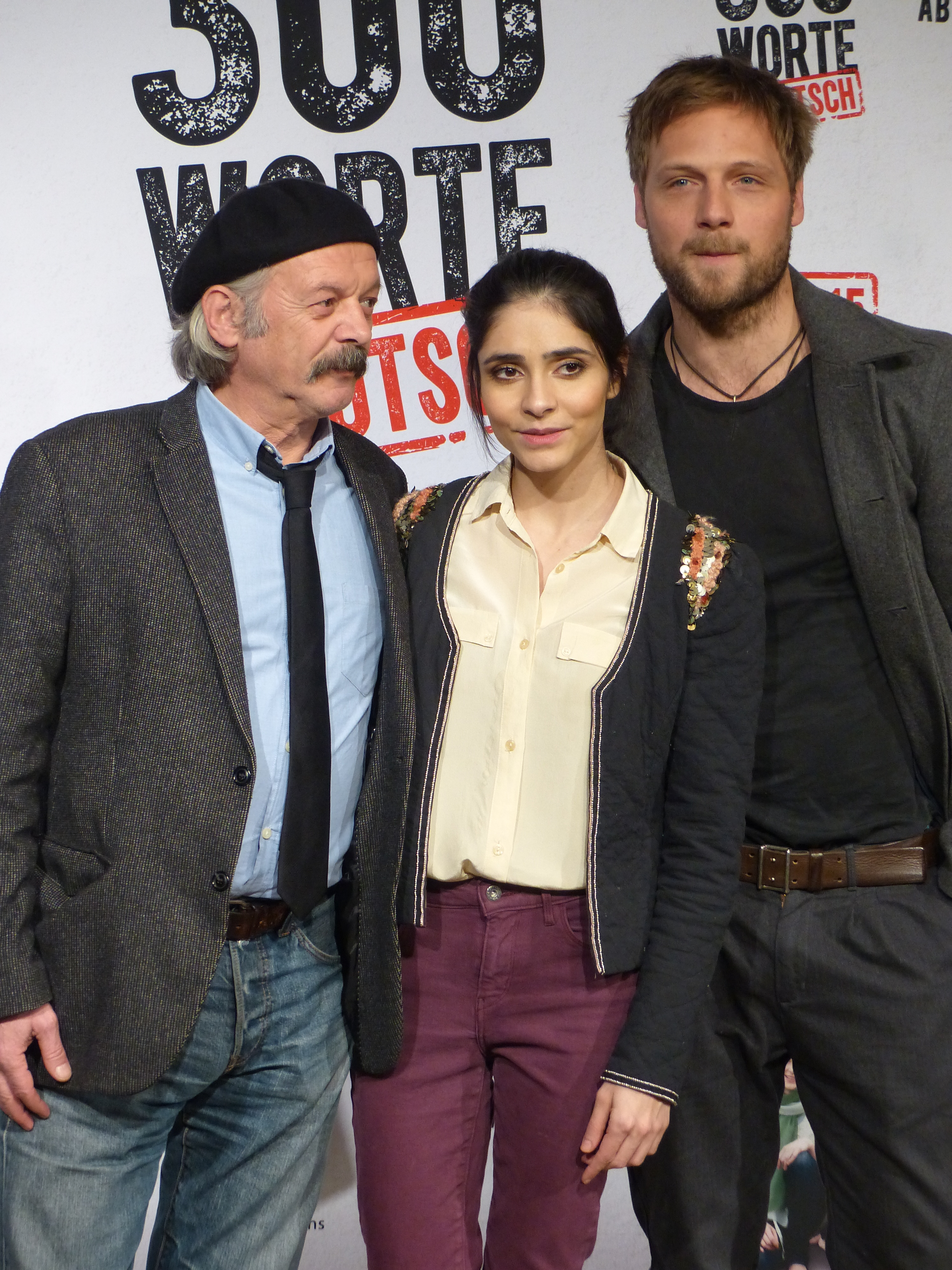
Vedat Erincin, Pegah Ferydoni und Christoph Letkowski (2015)

Ab 2006 war Letkowski regelmäßig auch in Film- und Fernsehproduktionen zu sehen. Für einige Folgen spielte er 2008 kurzzeitig auch in der RTL-Serie Gute Zeiten, schlechte Zeiten. 2008 spielte er in Gregor Schnitzlers Katastrophenfilm Die Hitzewelle – Keiner kann entkommen den Unterstützer der Hydrologin Dr. Martina Fechner, die einen Wassermangel prophezeit und den Autonomen Mitch in dem Film Chaostage – We Are Punks! von Tarek Ehlail. In Marc Rensings 2009 fertiggestelltem Debütfilm Parkour verkörperte Letkowski die Hauptfigur Richie, einen jungen Gerüstbauer, der bei der Sportart Parkour große Herausforderungen meistert, aber in der Beziehung zu seiner Freundin an seiner Eifersucht scheitert. In der ARD-Märchenverfilmung Das blaue Licht verkörperte er 2010 die männliche Hauptrolle des um seinen Sold betrogenen Soldaten Jakob, der schließlich die Königstochter ehelicht. 2012 spielte er in der ZDF-Märchenverfilmung Die Schöne und das Biest den Ritter Bertolt, der um die Gunst der schönen Wirtstochter Elsa wirbt. Im Januar 2012 war er in dem Fernsehfilm Die lange Welle hinterm Kiel an der Seite von Christiane Hörbiger zu sehen. Er spielte Sigi Klein, einen Studenten der Geschichte und Philosophie, der seine Großtante Margarethe Kämmerer auf einer Kreuzfahrt begleitet.
In der Tatort-Folge Die Ballade von Cenk und Valerie war im Mai 2012 im Ersten als junger Banker Andreas Dobler zu sehen; er verkörperte einen skrupellosen Trader. 2012 übernahm eine Hauptrolle in dem italienischen Kinofilm Diaz – Don’t Clean Up This Blood zu sehen. Unter der Regie von Daniele Vicari spielte er die Rolle des Studenten Rudy. Seit Januar 2013 gehört Letkowski zum Ermittler-Team der ZDF-Krimireihe Nachtschicht. Er verkörpert den frisch von der Hochschule kommenden Jung-Kommissar Yannick Kruse.
2012 stand Letkowski für die Verfilmung des Romans Feuchtgebiete vor der Kamera und spielte dort die männliche Hauptrolle, den Krankenpfleger Robin. Sein komödiantisches Talent konnte er in der Filmkomödie 300 Worte Deutsch (2015) als Marc Rehmann, der Neffe des Leiters der Kölner Ausländerbehörde, zeigen.
In dem Tatort-Film Brüder (Erstausstrahlung: Februar 2014) verkörperte er die „vielschichtige“ Rolle des psychisch angeknacksten Streifenpolizisten David Förster. In der ZDF-Filmreihe Blochin – Die Lebenden und die Toten verkörperte Letkowski ab September 2015 in einer durchgehenden Rolle den jungen Polizeiermittler Yorik Geier. Die Rolle des Polizeiermittlers Yorik Geier nahm Letkowski später für den abschließenden Film der Blochin-Miniserie, der im August 2019 im ZDF unter dem Titel Blochin – Die Lebenden und die Toten erstausgestrahlt wurde, nochmals auf. Im März 2016 war Letkowski im Tatort – Zorn Gottes, dem ersten Hamburger „Tatort“ des neuen Ermittler-Duos Falke und Grosz, in einer Hauptrolle als Flughafenmitarbeiter und Schleuser Roman Kovac zu sehen.
In dem Kinofilm Die Reste meines Lebens, der im Januar 2017 seine Premiere beim Filmfestival Max Ophüls Preis in Saarbrücken hatte und im Mai 2017 in die deutschen Kinos kam, spielte Letkowski, an der Seite von Luise Heyer, die männliche Hauptrolle. Er verkörpert Schimon, der sich zwei Wochen nach dem tragischen Tod seiner schwangeren Frau Hals über Kopf in eine neue Frau verliebt. In der deutsch-österreichisch-tschechischen Fernsehproduktion Die Ketzerbraut (Erstausstrahlung: Februar 2017) hatte Letkowski ebenfalls die männliche Hauptrolle als Maler Ernst Rickinger, ein Anhänger Luthers, der sich beim Aktzeichnen in seine Jugendfreundin verliebt. In der romantischen Filmkomödie Auf der anderen Seite ist das Gras viel grüner (Kinostart: Juli 2017), mit Jessica Schwarz in der Hauptrolle, verkörperte Letkowski den „sensiblen“, „unangepassten“ Künstler Mathias Lenzen, in den sich die weibliche Hauptfigur Kati verliebt. In dem Kinofilm Die Vierhändige (2017), der beim Filmfest München für den „Förderpreis Neues Deutsches Kino“ nominiert wurde und Ende November 2017 in den deutschen Kinos anlief, spielte Letkowski die männliche Hauptrolle. Letkowski spielte außerdem in dem Kurzfilm You’re welcome der Schweizer Regisseurin und Drehbuchautorin Rebecca Panian, der seine Premiere im September 2017 auf dem „Encounters Festiva“l in Bristol (UK) hatte. Die Filme Die Reste meines Lebens und You’re welcome erhielten mehrere Preise beim „South Film and Arts Academy Festival“ (STAAF) in Rancagua (Chile); Letkowski wurde für seine Rolle in Die Reste meines Lebens als „Best Lead Actor“ (Bester Hauptdarsteller) ausgezeichnet.
In der von Sherry Hormann inszenierten TV-Tragikomödie Wir lieben das Leben, die im April 2018 im ZDF erstausgestrahlt wurde, spielte Letkowski eine der Nebenrollen; er war der Alten- und Krankenpfleger Siggi. In dem ZDF-Fernsehfilm Lotte Jäger und die Tote im Dorf, der im September 2018 erstausgestrahlt wurde, verkörperte Letkowski einen der Tatverdächtigen, den charmanten Florian Grasso, einen früheren Fußballspieler und nunmehr Inhaber einer Flugschule, der mit der Sonderermittlerin Jäger (Silke Bodenbender) zu flirten versucht. In der im September/Oktober 2018 auf Das Erste erstausgestrahlten TV-Serie Die Heiland – Wir sind Anwalt spielte Letkowski eine der Serienhauptrollen, den ehrgeizigen und „schillernden“ Rechtsanwalt Max Baerfeld. In der 5. Staffel der ZDF-Krimiserie Ein Fall für zwei (Erstausstrahlung ab Oktober 2018) hatte Letkowski eine Episodenhauptrolle; er verkörperte Daniel Krause, den unter Mordverdacht stehenden Betreiber einer etablierten Frankfurter Äppelwoiwirtschaft.
Im 10. Fall der ZDF-Krimireihe Helen Dorn, mit dem Titel Prager Botschaft (Erstausstrahlung: Dezember 2018), spielte Letkowski den jungen BKA-Kommissar Felix Schwarz, der die Ermittlerin Helen Dorn um ihre Mithilfe bei der Aufklärung eines alten Falls, dessen Spuren nach Prag führen, bittet. Im Weimarer Tatort: Der höllische Heinz, der seine Premiere im Dezember 2018 im Deutschen Nationaltheater Weimar hatte, spielte Letkowski eine der Hauptrollen als Cowboy, Reitshow-Leiter und „Pferdeflüsterer“ Tom Wörtche, der intensiv mit der undercover ermittelnden Kommissarin Kira Dorn (Nora Tschirner) flirtet. In dem historischen Fernsehfilm Lotte am Bauhaus (Erstausstrahlung: Februar 2019) war Letkowski als Schweizer Maler und „Bauhaus“-Meister Johannes Itten zu sehen. In der ARD-Fernsehreihe Der Zürich-Krimi wurde Letkowski im Krimi Borchert und der Sündenfall (Erstausstrahlung: März 2019) als Gegenspieler des Polizeiermittlers Hauptmann Furrer (Felix Kramer) eingesetzt. Er verkörperte Hauptmann Ulf Markwart, den ehrgeizigen Chef der Abteilung „Milieu und Drogen“, und einen alten Freund Furrers. In dem dreiteiligen ZDF-Familienepos Bella Germania (2019) spielte er die Hauptrolle des Alexander Schlewitz, einen jungen, aus Schlesien stammenden deutschen Ingenieur voller Tatendrang und Optimismus, der sich in den 50er Jahren in Italien in die Hauptfigur Giulietta (Silvia Busuioc) verliebt. In dem TV-Film Die Bestatterin – Der Tod zahlt alle Schulden (2019) verkörperte Letkowski, an der Seite von Anna Fischer, den ermittelnden Stuttgarter Kommissar Zellinger, der einen „ländlich-skurrilen“ Kriminalfall aufklären muss. In dem Kriminalfilm Die Toten am Meer (2020) spielte Letkowski den „geerdeten und heimatverbundenen“ Kollegen und Assistenten der jungen Kommissarin Ria Larsen (Karoline Schuch), ein junger Mann mit Beschützerinstinkt, der sie als Einziger im Ermittlerteam unterstützt und zu ihr steht, um einen „Copy-Killer“ zur Strecke zu bringen. Seit dem 7. Film der TV-Krimireihe Wolfsland, der im Dezember 2020 unter dem Titel Wolfsland: Kein Entkommen erstausgestrahlt wurde, spielt Letkowski den Sozialarbeiter Daniel Hölzer, mit dem sich die Ermittlerin Viola Delbrück (Yvonne Catterfeld) auf eine Romanze einlässt. In der TV-Miniserie Schneller als die Angst (2021) verkörperte Letkowski in einer Hauptrolle die Rolle des „ehrgeizigen“, mit seiner Kollegin konkurrierenden Polizeiermittlers Markus Fechner.
Christoph Letkowski spielte auch in einigen Kurzfilmen mit.

### Hörspiele
Letkowski arbeitet außerdem als Hörspielsprecher. 2017 wirkte er, gemeinsam mit Anton Weil, für den rbb in einer Hörspielfassung des Coming-of-Age-Bestsellers Auerhaus von Bov Bjerg mit. Im September 2018 erschien beim Label Hörbuch Hamburg eine ungekürzte Lesung des Romans Mit der Faust in die Welt schlagen von Lukas Rietzschel.

### Musik
Ebenso ist er als Musiker tätig und tritt als Sänger und Gitarrist der Pop-Band Volkskind auf. Außerdem trat er seit 2013 gemeinsam mit dem Musiker Ilker Aydin mit dem Musik-Projekt ilker & christoph auf; ihre Songs stellen eine Mischung aus Pop, Folk und Indie dar. Im August 2013 gründeten Letkowski und Aydin gemeinsam die Band „Von Eden“. Letkowski ist Frontmann, Texter und Sänger der Band. Ihr Song Land in Sicht war Teil des Soundtracks des Films Feuchtgebiete. Im August 2015 veröffentlichte Letkowski gemeinsam mit „Von Eden“ seine zweite Single mit dem Titel Sommer ist. Im November 2016 erschienen die Single und ein im Wattenmeer und auf Föhr gedrehtes Musikvideo zu dem Song Gezeiten. Im Januar 2017 wurde der neue Song Die Reste meines Lebens veröffentlicht.
Im August 2017 veröffentlichten Letkowski und „Von Eden“ ihr durch eine erfolgreiche Crowdfunding-Kampagne mitfinanziertes erstes Album Wir sind hier. Das Album war im August 2017 „Album der Woche“ im Radioprogramm Bremen Eins und wurde als „CD-Tipp der Woche“ auf SR 3 Saarlandwelle vorgestellt. Im September/Oktober 2017 gingen „Von Eden“ mit dem Album auch auf Deutschlandtournee und traten in Hannover, Leipzig, München, Saarbrücken, Berlin, Köln und Hamburg auf.
Im Musikvideo zum Stück Atme tief ein aus dem Album Labyrinth von Kontra K übernahm er im Juli 2016 die Hauptrolle.
Letkowski ist im Musikbereich auch als Regisseur tätig. Er führte Regie beim Musikvideo zu Benzin und Kartoffelchips, der dritten Single aus dem Erfolgsalbum Ich vs. wir der deutschen Band Kettcar. 2018 führte Letkowski außerdem Regie beim Musikvideo zu dem Song Niemand wie ihr der Punk-Band Feine Sahne Fischfilet; das Video, in dem u. a. Anna Thalbach, Nellie Thalbach, Max Gertsch und Jörg Westphal mitwirkten, wurde im Juni 2018 offiziell veröffentlicht.

## Filmografie
- 2006: Eine Stadt wird erpresst
- 2007: In aller Freundschaft (Fernsehserie, Episode: Gib’ frei, was Du liebst!)
- 2008: Meine wunderbare Familie (Fernsehreihe)
- 2008: Die Hitzewelle – Keiner kann entkommen
- 2008: Chaostage – We Are Punks!
- 2009: Parkour
- 2010: Tatort: Borowski und eine Frage von reinem Geschmack (Fernsehreihe)
- 2010: Das blaue Licht
- 2010: Countdown – Die Jagd beginnt (Fernsehserie, Episode: Der Bruch)
- 2011: Unten Mitte Kinn
- 2012: Die lange Welle hinterm Kiel
- 2012: Bella Australia (Fernsehfilm)
- 2012: Diaz – Don’t Clean Up This Blood (Diaz)
- 2012: Die Draufgänger (Episode: Tränenmeer)
- 2012: Tatort: Scherbenhaufen (Fernsehreihe)
- 2012: Tatort: Die Ballade von Cenk und Valerie (Fernsehreihe)
- 2012: Mord mit Aussicht (Fernsehserie, Episode: Henghasch)
- 2012: SOKO Wismar (Fernsehserie, Episode: Tot im Beton)
- 2012: Die Schöne und das Biest
- 2012: Nachtschicht – Geld regiert die Welt (Fernsehreihe)
- 2013: SOKO Leipzig (Fernsehserie, Episode: Gefrorenes Blut)
- 2013: Der letzte Bulle (Fernsehserie, Episode: Feuer und Flamme)
- 2013: Ein Fall für zwei (Fernsehserie, Episode: Letzte Worte)
- 2013: Alarm für Cobra 11 – Die Autobahnpolizei (Fernsehserie, Episode: Geld regiert die Welt)
- 2013: Feuchtgebiete
- 2014: Tatort: Brüder (Fernsehreihe)
- 2014: Das Lächeln der Frauen (Fernsehfilm)
- 2014: Trennung auf Italienisch (Fernsehfilm)
- 2014: Zeit der Zimmerbrände (Fernsehfilm)
- 2014: Nachtschicht – Wir sind alle keine Engel (Fernsehreihe)
- 2015: Männer! – Alles auf Anfang (Fernsehserie; Hauptrolle)
- 2015: 300 Worte Deutsch
- 2015: Winnetous Sohn
- 2015: Blochin – Die Lebenden und die Toten (TV-Miniserie)
- 2016: Nachtschicht – Der letzte Job (Fernsehreihe)
- 2016: Tatort: Zorn Gottes (Fernsehreihe)
- 2016: Nachtschicht – Ladies First (Fernsehreihe)
- 2016: Fucking Berlin
- 2016: Mängelexemplar
- 2017: Die Reste meines Lebens
- 2017: Die Ketzerbraut (Fernsehfilm)
- 2017: Auf der anderen Seite ist das Gras viel grüner
- 2017: Die Chefin (Fernsehserie, Episode: Paarungszeit)
- 2017: Die Vierhändige, Regie: Oliver Kienle
- 2017: You’re welcome (Kurzfilm)
- 2018: Wir lieben das Leben (Fernsehfilm)
- 2018: Lotte Jäger und die Tote im Dorf (Fernsehfilm)
- 2018: Die Heiland – Wir sind Anwalt (Fernsehserie, Folge 4–6)
- 2018: Ein Fall für zwei (Fernsehserie, Episode: Der geteilte Apfel)
- 2018: Helen Dorn – Prager Botschaft (Fernsehreihe)
- 2018: Tatort: Der höllische Heinz (Fernsehreihe)
- 2018: Bella Germania (Fernsehfilm)
- 2019: Lotte am Bauhaus (Fernsehfilm)
- 2019: Der Zürich-Krimi: Borchert und der Sündenfall (Fernsehreihe)
- 2019: Ella Schön: Die nackte Wahrheit (Fernsehreihe)
- 2019: Die Bestatterin – Der Tod zahlt alle Schulden (Fernsehreihe)
- 2019: Blochin: Das letzte Kapitel (Fernsehfilm)
- 2019: The Mallorca Files (Fernsehserie, Episode: Mord an einem Junggesellen)
- 2020: Lindenberg! Mach dein Ding
- 2020: Lassie – Eine abenteuerliche Reise
- 2020: Die Toten am Meer (Fernsehreihe)
- 2020: Wolfsland: Kein Entkommen (Fernsehreihe)
- 2020: Wolfsland: Das Kind vom Finstertor (Fernsehreihe)
- 2021: Die Bestatterin – Die unbekannte Tote (Fernsehreihe)
- 2021: Gefährliche Wahrheit (Fernsehfilm, Regie: Jens Wischnewski)
- 2021: Schneller als die Angst (TV-Miniserie)
- 2021: Ein nasser Hund
- 2021: Wolfsland: Böses Blut (Fernsehreihe)
- 2022: Die Toten am Meer - Der Wikinger (Fernsehreihe)
- 2023: Tatort: Geisterfahrt (Fernsehreihe)
- 2023: Ponyherz – Wild und Frei
- 2024: Letzte Spur Berlin (Fernsehserie, Episode: Die Jäger)
- 2025: Die Bestatterin – Tote leben länger (Fernsehreihe)

## Hörspiele
- 2013: Mark Twain: Der geheimnisvolle Fremde – Regie: Kai Grehn (Hörspiel – DLR)
- 2014: Marguerite Duras: La Musica (Männerstimme) – Regie: Kai Grehn (Hörspiel – SR/RBB)
- 2017: Bov Bjerg: Auerhaus – Hörspielbearbeitung und Regie: Beate Andres (Hörspiel – kulturradio rbb)
- 2018: Lukas Rietzschel: Mit der Faust in die Welt schlagen (Ungekürzte Lesung – Hörbuch Hamburg)

## Auszeichnungen
- 2010: Nominierung für den Günter-Strack-Fernsehpreis für die Rolle des Richie in Parkour[60]
- 2011: Nominierung für den Förderpreis Deutscher Film für seine Darstellung in Unten Mitte Kinn[61]